# Richarde de Souabe
Richarde de Souabe est née vers 840. Impératrice carolingienne, elle est morte première abbesse d'Andlau un 18 septembre avant 906.
Fille du noble Erchanger de Souabe, comte palatin de Nordgau, elle connaît une enfance heureuse dans la contrée d'Andlau. Elle est issue des Alaholfingiens, une famille de la noblesse souabe avec des possessions principalement sur le cours supérieur du Neckar et du Danube. Son premier ancêtre, le comte Berthold, était cofondateur de l'Abbaye de Reichenau en 724.
En 862 elle épouse un jeune prince carolingien Charles le Gros auquel le gouvernement de l'Alémanie est promis. Par le jeu des héritages, son époux devient roi de Francie, puis empereur d'Occident en 881.
Humiliée puis répudiée par l'empereur (son mari était atteint de paranoïa), Richarde est canonisée en 1049 sous le nom de sainte Richarde d'Andlau.

## Unimperiummouvementé

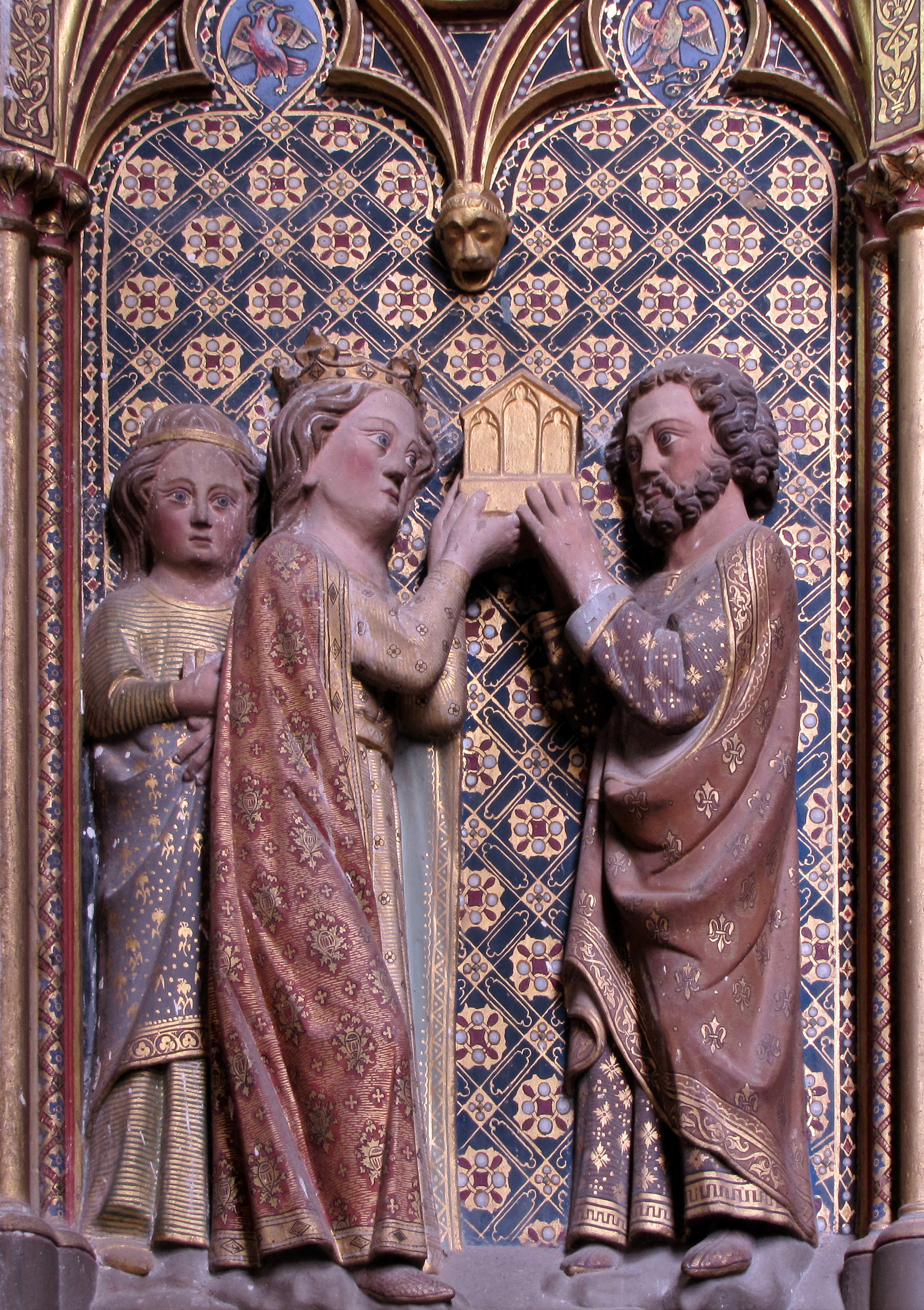
Détail de la châsse de sainte Richarde à l'abbaye d'Andlau.

Richarde est nommée impératrice lors du couronnement du couple par le pape Jean VIII à Rome en 881. Le règne est marqué par les invasions normandes qui, ne se contentant plus de rapines sur les côtes de la mer, remontent vers les villes et sanctuaires des rives des fleuves, mais aussi les raids sarrasins et les chevauchées hongroises. Le monde carolingien est en proie à une intense décomposition interne et ne peut faire face à toutes ces lourdes menaces extérieures qui ne cessent de s'accroître.
Un climat de terreur et de suspicion se répand à la cour du souverain en 887. L'empereur impuissant est victime de crises de folie. Richarde à l'origine des premiers succès politiques et de l'ascension de son époux prend l'administration politique en main, au grand dépit des courtisans. Manipulé par quelques conseillers, Charles accuse sa femme d'adultère et la répudie arguant que le mariage n'aurait jamais été consommé. Richarde n'a malheureusement pas eu d'enfant, elle est soumise à l'ordalie et aurait, mentionnent les chroniqueurs religieux, enduré le supplice de la main sur les charbons ardents sans aucune souffrance apparente. Elle est toutefois répudiée. Protégée par ses parents, elle se retire à l'abbaye d'Andlau sanctuaire de la montagne vosgienne à 35 km de Strasbourg. Elle a fondé ce monastère en 880 dans un lieu vénéré pendant son enfance puis l'a doté richement en rassemblant des bans pacifiés.

## La sainte patronne des chanoinesses d'Andlau
Après la destitution de l'empereur Charles le Gros, un procès en réhabilitation innocente Richarde. Son ancien époux enfermé dans une abbaye meurt brutalement. L'impératrice songe à entrer en politique au profit de Bernard de Germanie, fils bâtard de son époux Charles qu'elle a toujours protégé et chéri comme son propre enfant. C'est en vain qu'elle échoue à prendre la régence et finit par se retirer après la disparition brutale de Bernard. Les montagnards vosgiens disaient que l'ours à l'entrée de l'église abbatiale d'Andlau représente la vision de Richarde à la mort de son fils adoptif Bernard.
L'abbaye de chanoinesses d'Andlau fondée par Richarde, qui lui lègue aussi ses biens, est reconnue fondation du Saint-Empire romain germanique. L'abbesse d'Andlau a droit de siéger et d'accompagner le cortège impérial aux premières places. Les chanoinesses sont exclusivement les filles ou les veuves entrées en religion des plus hautes et riches familles de la noblesse. Richarde, figure tutélaire de cette institution impériale, est canonisée en 1049 par le pape aux origines alsacienne et lorraine, Léon IX.
Les nobles religieuses d'Andlau avaient le droit de quitter le couvent et de se marier. Seule l'abbesse, héritière de Richarde, prononçait des vœux définitifs. Elle portait le titre envié de princesse du Saint-Empire.

## La légende de Richarde

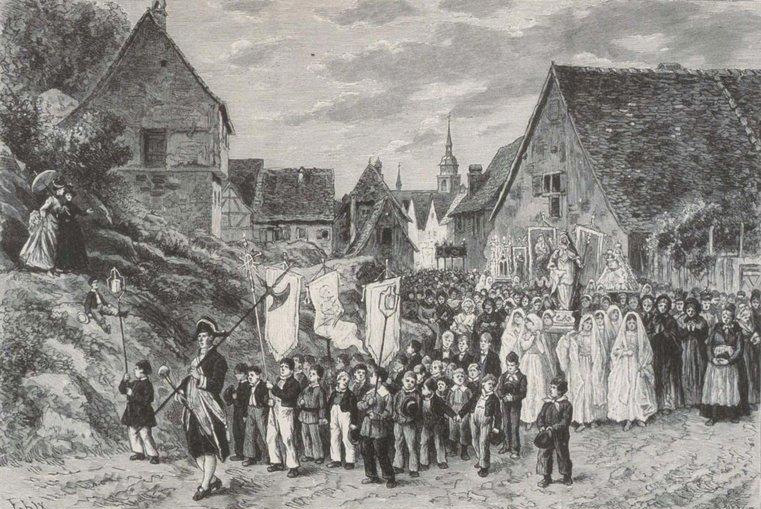
Procession de sainte Richarde à Andlau (Frédéric Lix, 1889).

Princesse, Richarde se fit la bienfaitrice de monastères : Seckingen, Zurzach, dans la région de Constance ; Saint-Félix et Sainte-Regula de Zurich ; et en Italie, Saint-Martin-de-Pavie.
Vers 880, elle fonda Andlau sur ses terres patrimoniales. La légende raconte que l'emplacement du monastère lui fut indiqué par une ourse providentielle, qui creusa la terre avec ses petits. En 1754, on élevait pieusement un ours à l'abbaye. Aujourd'hui, on peut voir dans la crypte de l'église une statue de l'ourse, usée par la vénération des fidèles, et le trou creusé par les griffes inspirées.
Il faut aussi signaler, en répétant les conteurs lorrains, que la grande et élégante Richarde était "la plus belle femme que oncque vit en ce monde". Une histoire qui peut faire songer à La Belle et la Bête.[réf. nécessaire]

## Postérité

### Œuvres de fiction

#### Jeux vidéo
- Richarde de Souabe apparait dans le DLC Le Siège de Paris de Assassin's Creed Valhalla en tant qu’alliée du personnage principal du jeu, Eivor. Elle y est montrée comme une fervente religieuse voulant protéger Bernard de la paranoïa de son père, le roi Charles le Gros[réf. nécessaire].